# جان اوسالیوان (مهندس)
جان اوسالیوان (انگلیسی: John O'Sullivan؛ زادهٔ ۱۵ آوریل ۱۹۴۷) مهندس اهل استرالیا و از دانش‌آموختگان دانشگاه سیدنی است.